# Kaufmannsroman
Der Kaufmannsroman ist eine Form des Erinnerungsromans.
Figuren aus mehreren Familiengenerationen prägen ihn.

## Zur Geschichte
Clemens Brentano (1778–1842) nahm in dem 1824 veröffentlichten märchenhaften Kaufmannsroman Das Märchen von Kommanditchen als literarisches Vorbild den Magdeburger Kaufmann Johann Gottlob Nathusius. Sein Unternehmen Nathusius Gewerbeanstalten Althaldensleben gilt als erster Mischkonzern des frühindustriellen Deutschlands.
Friedrich Wilhelm Hackländer (1816–1877) veröffentlichte 1850 Handel und Wandel. Ein Kaufmannsroman.
Gustav Freytags (1816–1895) sechsbändiger Roman Soll und Haben erschien 1855. Er gilt als ein Vertreter des bürgerlichen Realismus, war einer der meistgelesenen Romane im 19. Jahrhundert und vermutlich durch Hackländers Werk inspiriert.
1880 veröffentlichte der norwegische Autor Alexander Lange Kielland (1849–1906) Garman & Worse, seinen (bis heute) bekanntesten Roman. Er beeindruckte Thomas Mann; Mann legte in der Tradition Kiellands seine Buddenbrooks zunächst als kollektiven „Kaufmannsroman“ an.
1921 erschien Die beiden Rochus Winkler. Ein Danziger Kaufmannsroman von Otfrid von Hanstein (1869–1959).
Hans Parlow (1856–1928) veröffentlichte 1922 den See- und Kaufmannsroman Die Schwarzhäupter von Riga.
Josef Kastein (1890–1946) veröffentlichte 1927 Melchior. Ein hanseatischer Kaufmannsroman.
Otto Nebelthau (1894–1943) veröffentlichte 1928 Die Stadt der Wolken und Winde: Ein Bremer Kaufmannsroman.
Paul Georg Münch (1877–1956) veröffentlichte 1940 Frank Anders Pelzwaren. Ein Leipziger Kaufmannsroman.
Fritz Müller-Partenkirchen (1875–1942) (Bertelsmann, 1941): Kramer & Friemann. Ein fröhlicher Kaufmannsroman.

## Sonstiges
Einige Kaufmannsromane enthalten Gesellschaftskritik. Sie beschreiben damalige Aspekte des Wirtschaftslebens, was heute von kultur- und wirtschaftshistorischem Interesse ist. Viele thematisieren den Seehandel bzw. Kaufmannsfamilien in Städten mit einem Seehafen.
Das 19. Jahrhundert war unter anderem geprägt von Industrialisierung und technischem Fortschritt, einer enormen Zunahme des Welthandels bzw. Überseehandels, einem starken Bevölkerungswachstum, einer langen Friedenszeit nach Napoleons Ende, dem Aufstieg der USA nach dem Ende des Bürgerkrieges, großen Fortschritten im Schiffbau (Dampfschiff, Eisenschiff, Schiffspropeller) und vom Kolonialismus bzw. Imperialismus.